# Boris Radunović
Boris Radunović (in serbo Борис Радуновић?; Belgrado, 26 maggio 1996) è un calciatore serbo, portiere del Cagliari.

## Biografia
Ha un fratello gemello, Pavle, a sua volta calciatore professionista.

## Caratteristiche tecniche
È un portiere dal fisico possente, abile nelle prese alte e dotato di buona reattività.

## Carriera

### Rad Belgrado
Cresciuto nelle giovanili del Rad Belgrado, fa il suo esordio il giorno del suo 17º compleanno, il 26 maggio 2013, nella sfida di campionato contro il Radnički Niš, sostituendo Filip Kljajić all'84'. Nella stagione successiva non ottiene presenze in prima squadra, mentre nella stagione 2014-2015 diventa il portiere titolare, giocando 24 volte e subendo 22 reti.

### Atalanta
Nell'estate 2015 si trasferisce in Italia, passando per 1 milione di euro a titolo definitivo all'Atalanta Fa il suo debutto in Serie A il 15 maggio 2016, nell'ultima giornata di campionato, vinta per 2-1 in trasferta contro il Genoa. 

### Avellino
Il 16 luglio 2016 passa all'Avellino in Serie B, con la formula del prestito con diritto di riscatto e controriscatto. Esordisce con gli irpini il 27 agosto, alla prima giornata di campionato in casa contro il Brescia Chiude il campionato al 14º posto con 31 presenze e 35 gol subiti, contribuendo alla salvezza del club campano..

### Salernitana
Nell'estate del 2017 torna in Serie B, questa volta passando in prestito alla Salernitana. Debutta nel club campano il 27 agosto nella prima giornata di Serie B, pareggiata per 0-0 sul campo del Venezia. 

### Cremonese
Nell'estate del 2018 passa poi in prestito annuale alla Cremonese militando per il terzo anno consecutivo in Serie B. Tuttavia la sua annata termina presto in quanto il 2 novembre 2018, in occasione del pareggio per 1-1 contro il Verona, rimedia un trauma distorsivo al legamento crociato che lo tiene fuori fino alla fine della stagione.

### Verona
Il 15 luglio 2019 viene ingaggiato in prestito dal Verona, società neopromossa in Serie A; fa il suo esordio da titolare il 26 luglio 2020 in occasione di Verona-Lazio, partita che il club scaligero perde per 5-1.

### Ritorno all'Atalanta
Terminato il prestito, fa ritorno alla squadra bergamasca ricoprendo inizialmente il ruolo di quarto portiere, per poi ricoprire quello di terzo portiere dopo il passaggio di Marco Carnesecchi in prestito alla Cremonese, nel gennaio del 2021. Nel corso di questa sua seconda esperienza con il club bergamasco non scende in campo in nessuna partita ufficiale.

### Cagliari
Il 14 luglio 2021 passa al Cagliari, firmando un contratto fino al 2025. Esordisce con i sardi il 29 agosto seguente nella sconfitta per 4-1 in Serie A 21-22 contro il Milan. Ha modo poi di giocare altre 2 partite in campionato e altrettante in Coppa Italia.
Nella stagione 2022-2023, con la squadra retrocessa in Serie B, eredita la porta del Cagliari grazie alla cessione di Alessio Cragno al Monza e gioca tutte le partite di campionato, dimostrando delle ottime capacità e mantenendo inviolata la rete in 16 partite di campionato. Confermato titolare anche nella stagione seguente, perde il posto dopo alcune prestazioni negative, in favore del secondo Simone Scuffet, giocando titolare solo in Coppa Italia.

### Bari
Dopo aver rinnovato fino al 30 giugno 2027 con il Cagliari, il 1º agosto 2024 passa in prestito al Bari, in Serie B.

### Nazionale
Dopo aver fatto parte delle selezioni Under-18 e Under-19, dove gioca tra 2013 e 2015, con 2 e 3 presenze rispettivamente, di cui una con l'Under-19 nelle qualificazioni all'Europeo Under-19 2015 in Grecia, l'8 settembre 2015 fa il suo esordio in Under-21 nella partita contro la Lituania in casa a Gornji Milanovac, valida per le qualificazioni all'Europeo 2017 in Polonia, e vinta per 5-0. Il 1º ottobre 2019 riceve la prima convocazione in nazionale maggiore, senza tuttavia debuttare. 

## Statistiche

### Presenze nei club
Statistiche aggiornate al 13 maggio 2025.
| Stagione            | Squadra             | Campionato          | Campionato | Campionato | Coppe nazionali | Coppe nazionali | Coppe nazionali | Coppe continentali | Coppe continentali | Coppe continentali | Altre coppe | Altre coppe | Altre coppe | Totale | Totale |
| Stagione            | Squadra             | Comp                | Pres       | Reti       | Comp            | Pres            | Reti            | Comp               | Pres               | Reti               | Comp        | Pres        | Reti        | Pres   | Reti   |
| ------------------- | ------------------- | ------------------- | ---------- | ---------- | --------------- | --------------- | --------------- | ------------------ | ------------------ | ------------------ | ----------- | ----------- | ----------- | ------ | ------ |
| 2012-2013           | Rad Belgrado        | SL                  | 1          | -1         | KS              | 0               | 0               | -                  | -                  | -                  | -           | -           | -           | 1      | -1     |
| 2013-2014           | Rad Belgrado        | SL                  | 0          | 0          | KS              | 0               | 0               | -                  | -                  | -                  | -           | -           | -           | 0      | 0      |
| 2014-2015           | Rad Belgrado        | SL                  | 21         | -21        | KS              | 3               | -1              | -                  | -                  | -                  | -           | -           | -           | 24     | -22    |
| Totale Rad Belgrado | Totale Rad Belgrado | Totale Rad Belgrado | 22         | -22        |                 | 3               | -1              |                    | -                  | -                  |             | -           | -           | 25     | -23    |
| 2015-2016           | Atalanta            | A                   | 1          | -1         | CI              | 0               | 0               | -                  | -                  | -                  | -           | -           | -           | 1      | -1     |
| 2016-2017           | Avellino            | B                   | 31         | -35        | CI              | 0               | 0               | -                  | -                  | -                  | -           | -           | -           | 31     | -35    |
| 2017-2018           | Salernitana         | B                   | 36         | -46        | CI              | 0               | 0               | -                  | -                  | -                  | -           | -           | -           | 36     | -46    |
| 2018-2019           | Cremonese           | B                   | 10         | -8         | CI              | 1               | -3              | -                  | -                  | -                  | -           | -           | -           | 11     | -11    |
| 2019-2020           | Verona              | A                   | 3          | -8         | CI              | 0               | 0               | -                  | -                  | -                  | -           | -           | -           | 3      | -8     |
| 2020-2021           | Atalanta            | A                   | 0          | 0          | CI              | 0               | 0               | UCL                | 0                  | 0                  | -           | -           | -           | 0      | 0      |
| Totale Atalanta     | Totale Atalanta     | Totale Atalanta     | 1          | -1         |                 | 0               | 0               |                    | 0                  | 0                  |             | -           | -           | 1      | -1     |
| 2021-2022           | Cagliari            | A                   | 3          | -5         | CI              | 2               | -2              | -                  | -                  | -                  | -           | -           | -           | 5      | -7     |
| 2022-2023           | Cagliari            | B                   | 38+5       | -34+-4     | CI              | 1               | -2              | -                  | -                  | -                  | -           | -           | -           | 44     | -40    |
| 2023-2024           | Cagliari            | A                   | 7          | -12        | CI              | 3               | -6              | -                  | -                  | -                  | -           | -           | -           | 10     | -18    |
| Totale Cagliari     | Totale Cagliari     | Totale Cagliari     | 53         | -55        |                 | 6               | -10             |                    | -                  | -                  |             | -           | -           | 59     | -65    |
| 2024-2025           | Bari                | B                   | 37         | -37        | CI              | 1               | -1              | -                  | -                  | -                  | -           | -           | -           | 38     | -38    |
| Totale carriera     | Totale carriera     | Totale carriera     | 193        | -212       |                 | 11              | -15             |                    | -                  | -                  |             | -           | -           | 204    | -227   |

### Cronologia presenze e reti in nazionale
| Cronologia completa delle presenze e delle reti in nazionale ― Serbia under 21 | Cronologia completa delle presenze e delle reti in nazionale ― Serbia under 21 | Cronologia completa delle presenze e delle reti in nazionale ― Serbia under 21 | Cronologia completa delle presenze e delle reti in nazionale ― Serbia under 21 | Cronologia completa delle presenze e delle reti in nazionale ― Serbia under 21 | Cronologia completa delle presenze e delle reti in nazionale ― Serbia under 21 | Cronologia completa delle presenze e delle reti in nazionale ― Serbia under 21 | Cronologia completa delle presenze e delle reti in nazionale ― Serbia under 21 |
| Data                                                                           | Città                                                                          | In casa                                                                        | Risultato                                                                      | Ospiti                                                                         | Competizione                                                                   | Reti                                                                           | Note                                                                           |
| ------------------------------------------------------------------------------ | ------------------------------------------------------------------------------ | ------------------------------------------------------------------------------ | ------------------------------------------------------------------------------ | ------------------------------------------------------------------------------ | ------------------------------------------------------------------------------ | ------------------------------------------------------------------------------ | ------------------------------------------------------------------------------ |
| 8-9-2015                                                                       | Gornji Milanovac                                                               | Serbia under 21                                                                | 5 – 0                                                                          | Lituania under 21                                                              | Qual. Europeo Under-21 2017                                                    | -                                                                              |                                                                                |
| 13-10-2015                                                                     | Kaunas                                                                         | Lituania under 21                                                              | 0 – 2                                                                          | Serbia under 21                                                                | Qual. Europeo Under-21 2017                                                    | -                                                                              |                                                                                |
| 13-11-2015                                                                     | Novi Sad                                                                       | Serbia under 21                                                                | 1 – 1                                                                          | Italia under 21                                                                | Qual. Europeo Under-21 2017                                                    | -1                                                                             |                                                                                |
| 28-3-2016                                                                      | San Pedro del Pinatar                                                          | Paesi Bassi under 21                                                           | 1 – 0                                                                          | Serbia under 21                                                                | Amichevole                                                                     | -1                                                                             |                                                                                |
| 31-5-2016                                                                      | Kiev                                                                           | Serbia under 21                                                                | 3 – 1                                                                          | Austria under 21                                                               | Amichevole                                                                     | -1                                                                             |                                                                                |
| 24-3-2017                                                                      | Marbella                                                                       | Svezia under 21                                                                | 0 – 2                                                                          | Serbia under 21                                                                | Amichevole                                                                     | -                                                                              | 60’                                                                            |
| 1-9-2017                                                                       | Jagodina                                                                       | Serbia under 21                                                                | 4 – 0                                                                          | Gibilterra under 21                                                            | Qual. Europeo Under-21 2019                                                    | -                                                                              |                                                                                |
| 6-10-2017                                                                      | Skopje                                                                         | Macedonia under 21                                                             | 0 – 2                                                                          | Serbia under 21                                                                | Qual. Europeo Under-21 2019                                                    | -                                                                              |                                                                                |
| 10-10-2017                                                                     | Novi Sad                                                                       | Serbia under 21                                                                | 3 – 2                                                                          | Gibilterra under 21                                                            | Qual. Europeo Under-21 2019                                                    | -2                                                                             |                                                                                |
| 10-11-2017                                                                     | Maria Enzersdorf                                                               | Austria under 21                                                               | 1 – 3                                                                          | Serbia under 21                                                                | Qual. Europeo Under-21 2019                                                    | -1                                                                             |                                                                                |
| 14-11-2017                                                                     | Erevan                                                                         | Armenia under 21                                                               | 0 – 1                                                                          | Serbia under 21                                                                | Qual. Europeo Under-21 2019                                                    | -                                                                              |                                                                                |
| 23-3-2018                                                                      | Gibilterra                                                                     | Gibilterra under 21                                                            | 0 – 6                                                                          | Serbia under 21                                                                | Qual. Europeo Under-21 2019                                                    | -                                                                              |                                                                                |
| Totale                                                                         |                                                                                | Presenze                                                                       | 12                                                                             |                                                                                | Reti                                                                           | -6                                                                             |                                                                                |